# José Sobral Cid
José de Matos Sobral Cid (Cambres, Lamego, 29 de Junho de 1877 — Lisboa, 28 de Abril de 1941), mais conhecido por Sobral Cid, foi um médico e professor de Psiquiatria da Universidade de Coimbra. Exerceu as funções de governador civil do Distrito de Coimbra (1903-1904) e foi Ministro da Instrução Pública em dois dos governos da Primeira República Portuguesa (1914). Como professor universitário, criou a escola portuguesa de psicologia clínica, fundamentada na semiologia psiquiátrica, na definição de conceitos psicológicos, assente numa prática de clínica humanizada que valoriza a relação entre médico e doente sem perder o sentido médico da psiquiatria e as suas bases biológicas.
Junto com Egas Moniz e o cirurgião Almeida Lima, também foi responsável pelo marco inicial da psicocirurgia

## Biografia
Casou com Maria Vitória de Barros Rodrigues Lima (1892-1977), na Basilica dos Mártires, em 1916. O Presidente da República, Bernardino Machado, foi um dos padrinhos de casamento.
Encontra-se colaboração da sua autoria na revista Atlântida (1915-1920). Para o homenagear, Bissaya Barreto escolheu o nome de Sobral Cid para um hospital psiquiátrico em Coimbra, o Hospital Sobral Cid, localizado em Ceira, Coimbra.
Encontra-se sepultado no Cemitério dos Prazeres.